# Place de la Palud
La place de la Palud est une place piétonne de Lausanne, située dans le quartier du Centre.

## Histoire

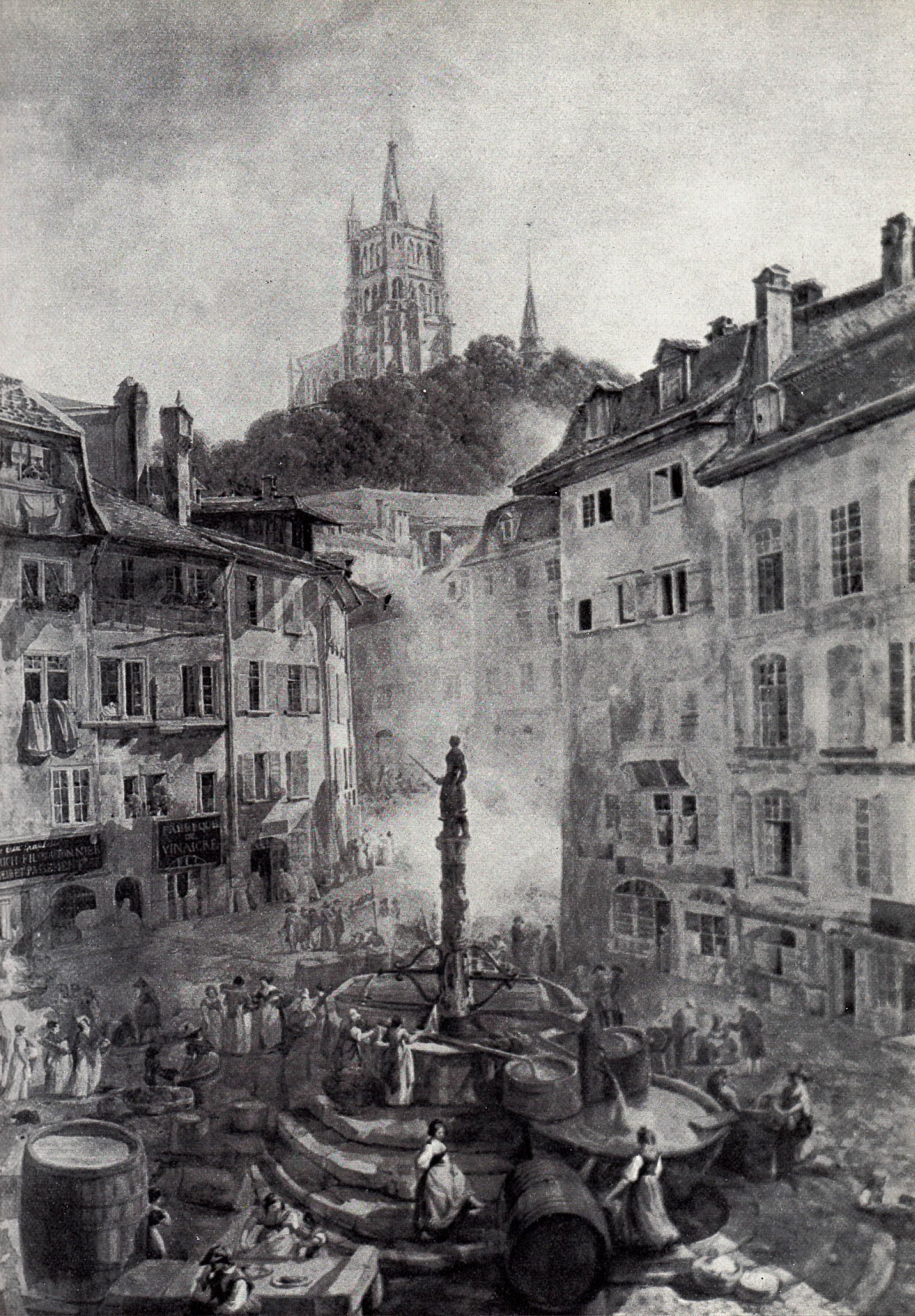
La place de la Palud en 1800, œuvre d'Abraham-Louis-Rodolphe Ducros.

Vers la fin du IXe siècle, alors que la ville de Lausanne est limitée à la colline de la Cité, compte tenu de la topographie de la région, les voies de communication partant vers l'ouest et le sud passent naturellement par un terrain légèrement marécageux d'où il est possible de bifurquer à l'ouest pour traverser la Louve ou au sud pour passer le Flon. Ce croisement, qui deviendra la place de la Palud, voit se créer un petit marché. L'existence de la place est attestée par un acte du XIIIe siècle. Son nom rappelle que la zone a été marécageuse, « palud » étant un synonyme vieilli de « marais ».
Le marché prend de l'importance au fil des années et est considéré en 1220 comme le marché principal de la ville ; le marché de la place du Crêt y est d'ailleurs transféré au XIVe siècle. Des documents mentionnent au XIVe siècle une halle couverte servant d'entrepôt, d'abri pour les marchands et de local de pesage pour les marchandises. Le marché, qui se limite alors probablement à la partie est de la place actuelle et qui accueille depuis peu des orfèvres, des tailleurs, des chapeliers et d'autres artisans en plus des maraîchers et des bouchers, se trouve à l'étroit au début du XVe siècle et, le quartier de la Palud étant en partie détruit par un incendie en 1405, l'évêque décide d'acheter certaines maisons des abords de la place pour y reconstruire de nouvelles halles destinées spécifiquement au blé. On profite des travaux pour aplanir la place, bosselée et inclinée. Ces nouvelles halles, en bois, s'avèrent rapidement trop petites et une nouvelle halle, partiellement construite en maçonnerie, y est adjointe en 1415. Dès lors, les assemblées publiques, en cas de mauvais temps, se tiennent dans les halles qui finissent par être transformées en hôtel de ville entre 1454 et 1461. Le Conseil de la ville s'y réunit pour la première fois le 24 janvier 1469 ; La Palud devient le centre administratif de la ville, statut confirmé après l'union de la Ville inférieure et de la Cité en 1481. Dès 1501, les élections du Conseil et du syndic se font à la Palud et non plus à la cathédrale,.
L'hôtel de ville que nous connaissons au XXIe siècle est bâti en 1675 et est exhaussé en 1816 par l'architecte Henri Perregaux. C'est sur la place de la Palud qu'est proclamée l'Indépendance vaudoise le 24 janvier 1798. Un établissement public, Le logis de la chasse, est ouvert à la Palud au XVIIe siècle. Les marchands de fromage rejoignent le marché au milieu du XIXe siècle. Les halles sont transférées à la Grenette de la nouvelle place de la Riponne en 1840 et une partie du rez-de-chaussée de l'hôtel de ville accueille alors le corps de garde qui y restera jusqu'en 1903. La place est éclairée au gaz dès 1848. 
La place de la Palud devient piétonne en 1972 et les cafés installent des terrasses dès l'année suivante. Au cours du XXe siècle, la Palud est le théâtre de nombreuses manifestations folkloriques ou politiques, de concerts et de manifestations.

## Situation et accès
La place de la Palud se trouve dans le quartier du Centre, dans la zone piétonne. Les accès à la place sont la rue de la Madeleine au nord, qui mène à la place de la Riponne, située à 150 m, la rue de la Mercerie à l'est qui monte à la colline de la Cité et la rue du Pont au sud qui descend sur la rue Centrale. La place se rétrécit vers l'ouest et rejoint la rue de la Louve et la rue Saint-Laurent. En outre, un petit passage couvert situé à gauche de l'hôtel de ville permet d'accéder à la place de la Louve.

## Description
La place de la Palud, piétonne, intégralement pavée, à une forme très allongée et se rétrécit progressivement vers l'ouest. À son extrémité est se trouve la fontaine de la Justice et l'horloge animée installée dans la façade d'un bâtiment. L'hôtel de ville est situé vers le milieu de la place ; elle fait face à la rue de la Madeleine.

### Fontaine de la Justice

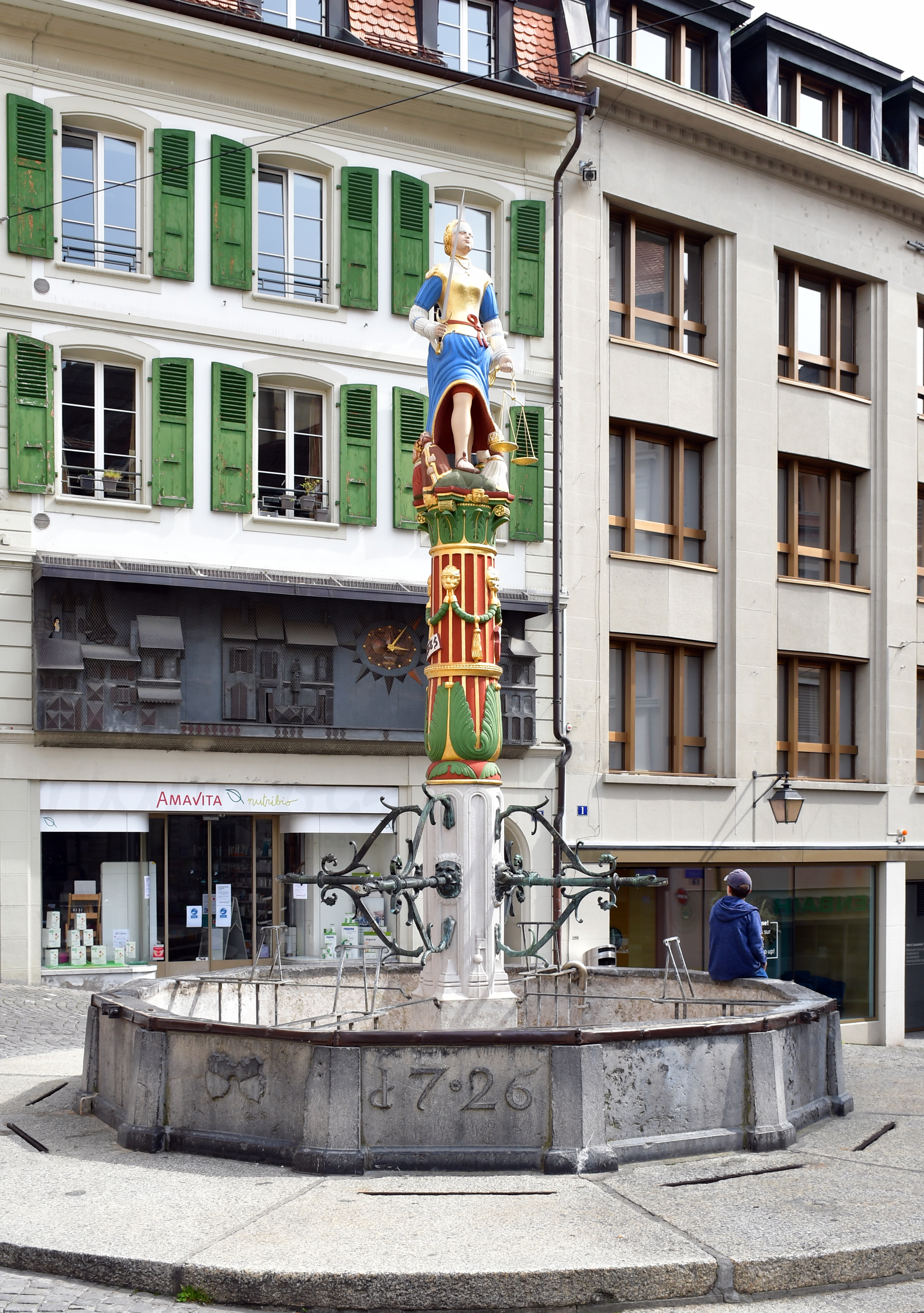
La fontaine de la Justice et l'horloge animée.

Des documents du XIIIe siècle signalent la présence d'une fontaine, d'abord creusée dans un tronc d'arbre, puis en pierre dès 1557. Une statue de la Justice y est installée en 1585 et elle reçoit un nouveau bassin en 1726. Une cuve pour la lessive y est ajoutée par la suite avant d'être ôtée en 1906.

### Horloge de la Palud
Au premier étage de l'immeuble situé derrière la fontaine est installée une horloge animée, commandée par l'association des commerçants à l'occasion de l'exposition nationale suisse de 1964 et inaugurée le 24 avril 1964 ; elle est entièrement rénovée en 2005. Chaque heure entre 8h et 19h, trois groupes de figurines sortent de la cloison et circulent sur un fond musical. Le premier tableau représente la tentative d'Abraham Davel de libérer le Pays de Vaud de la domination bernoise ; le deuxième raconte l'arrivée des députés à la première session, le 14 avril 1803, du Grand Conseil du canton de Vaud ; le troisième tableau met en scène six couples de danseurs en habit traditionnel vaudois symbolisant les moments de joie du canton. Alors que les deux premiers groupes de figurines longent l'horloge de droite à gauche, le groupe de danseurs fait une ronde autour de l'horloge avant d'y rentrer à nouveau. Les tableaux sont décrits par la voix enregistrée de Pierre Walker, comédien, acteur et animateur radio vaudois, qui joue le rôle du guet de la cathédrale ayant été le témoin de ces événements,.

### Marché
Tous les mercredis et samedis, le centre de Lausanne héberge son marché. La place de la Palud accueille des marchands de fruits et légumes, de produits de boulangerie, de produits laitiers, des fleuristes et des vendeurs de miel, d'épices et d'aromates,.